# Tim Floyd
Tim Floyd (ur. 25 lutego 1954 w Hattiesburgu, Missisipi) – amerykański trener koszykarski.
Floyd prowadził Chicago Bulls, po odejściu Phila Jacksona, Michaela Jordana, Scottie Pippena i Dennisa Rodmana, w latach 1998-2001.
W okresie 2003-2004 był trenerem New Orleans Pelicans.
Od 2010 roku jest trenerem drużyny koszykarskiej Texas Longhorns.